# Robert Rabbat
Robert Rabbat (* 14. Februar 1960 in Beirut) ist Bischof der Eparchie Erzengel Sankt Michael in Sydney.

## Leben
Robert Rabbat empfing am 22. Dezember 1994 die Priesterweihe.
Papst Benedikt XVI. ernannte ihn am 15. Juni 2011 zum Bischof der Eparchie Erzengel Sankt Michael in Sydney. Der Patriarch von Antiochien, Gregor III. Laham BS, spendete ihm am 16. September desselben Jahres die Bischofsweihe; Mitkonsekratoren waren Cyrille Salim Bustros SMSP, Erzbischof von Beirut und Jbeil, und Issam John Darwich BS, Erzbischof von Zahlé und Furzol.